# Площа Дефіляд

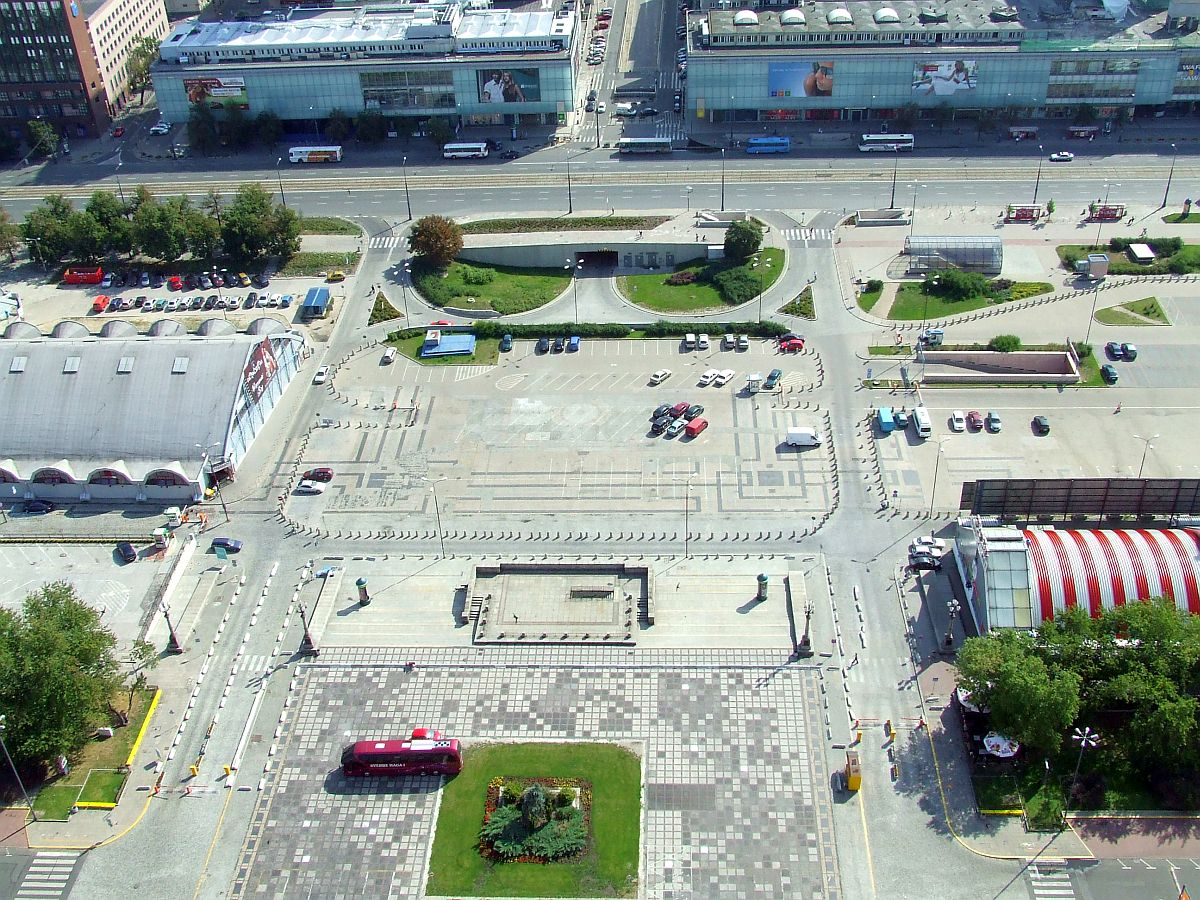
Площа Дефіляд, показуючи колишній базар (ліворуч) і супермаркет (праворуч)

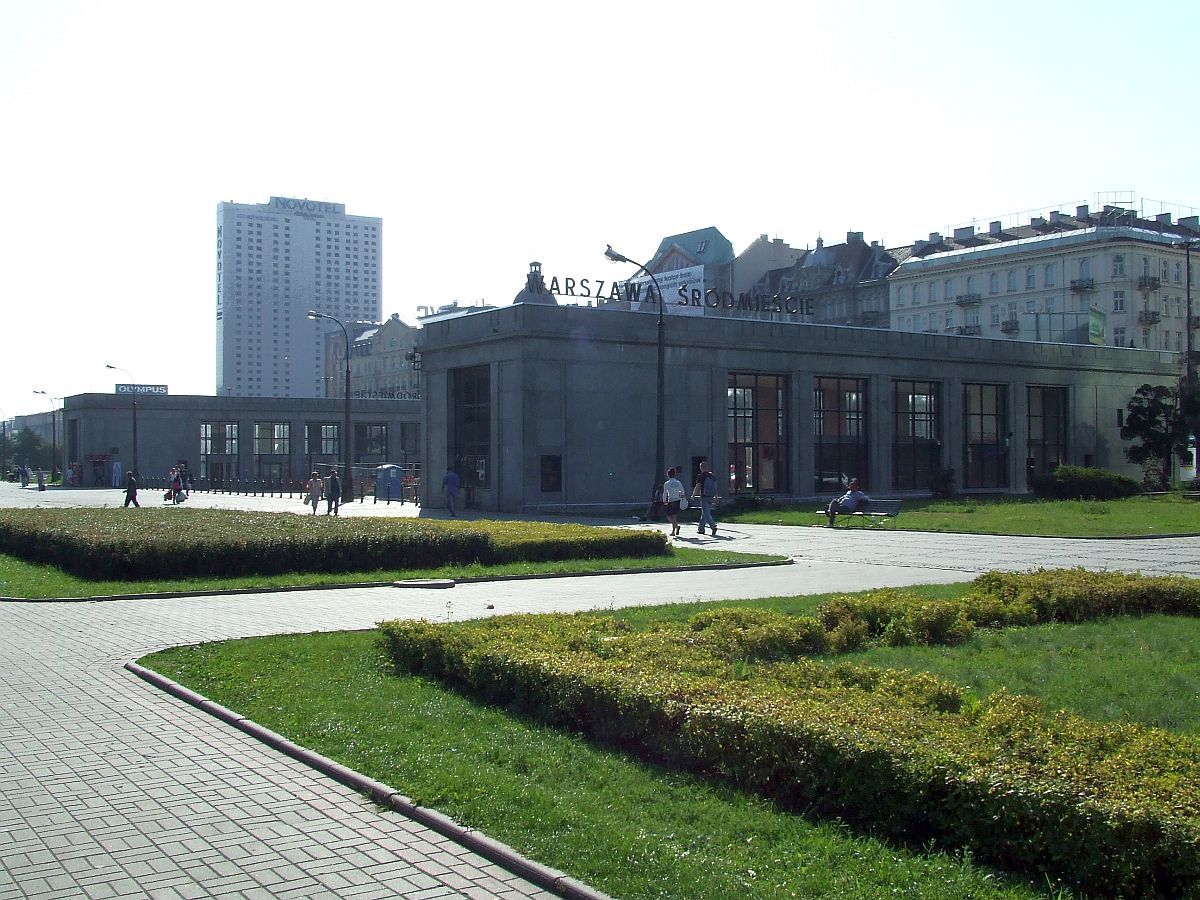
З південної сторони показуючи залізничну станцію Варшава-Середмістя

Площа Дефіляд являє собою площу в центрі Варшави. Розташована між вулицею Свєнтокшиською (Holy Cross Street) на півночі, Єрусалимськими Алеями (Jerusalem Avenues) на півдні, вулицею Маршалковською (Marshal's Street) на сході та монументальним Палацом Культури й Науки на заході є однією з варшавських центральних площ .Це одна з найбільших міських площ у світі, найбільша в Європейському Союзі, після Александерплац у Берліні, Німеччина.
Це одна з наймолодших площ у Варшаві, побудована у 1950 році разом з Палацом Культури й Науки. Яка широко використовувалась урядом Народної Республіки Польща для різних пропагандистських парадів. Найбільший парад було проведено у 1966 році, щоб відзначити тисячоліття польської нації.
Площа Дефіляд відіграла ключове значення у подіях 1956 року. Після повернення до влади Влади́слава Гому́лки, 24 жовтня був проведений мітинг у якому взяли участь близько 400 000 чоловік. Під час свого виступу на мітингу, Гомулка засудив сталінізм і оголосив про реформи, спрямовані на демократизацію політичної системи. Символом змін стала відмова прийняти Костянтина Рокоссовського, під час того як мікрофон був переданий активісту Лехославу Гоздзіку. Натовп на площі виявив підтримку реформам Польського Жовтня, проте люди також вимагали звільнення з в'язниці кардинала Стефана Вишинського, лідера католицької церкви в Польщі. Виконання Влади́славом Гому́лкою Ста Років (Sto Lat) стало легендарною подією.
14 червня 1987 року під час третьої апостольської подорожі до Польщі, Папа Джон Пол II відслужив месу на площі, закінчуючи Другий Національний Євхаристійський конгрес. Вівтар був розташований біля головного входу до Палацу Культури й Науки. Під час меси папа канонізував єпископа Михайла Ко́заля, який помер у концентраційному таборі Дахау під час  Другої світової війни.
Площа втратила свою значущість після падіння комунізму, та за іронією долі стала місцем для гігантського ринку на деякий час.
Під шквалом критики щодо "нечуваної" потворності й хаосу в центрі сучасної столиці, було складено кілька планів, щодо модернізації ринку та/або його перебудови, зокрема плани будівництва Музею Сучасного Мистецтва на його місці (відкриття 2019) і загального облаштування площі новим концертним залом, різними хмарочосами й іншими об'єктами.

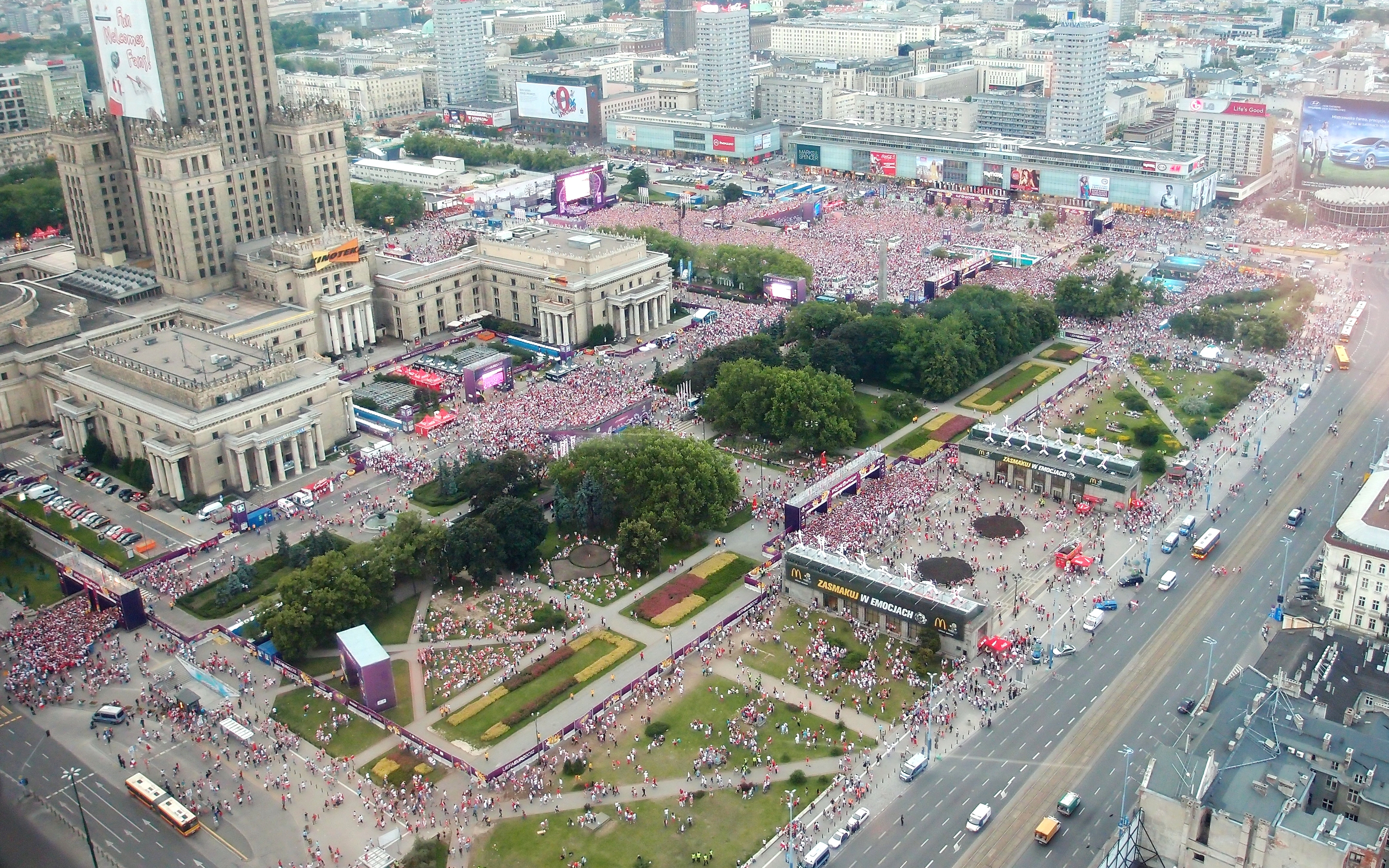
Площа Дефіляд під час Євро 2012

Під час Євро - 2012, місцем проведення якого була Варшава, на площі була розташована велика фан-зона.
Сьогодні (2014 року) площа в основному використовується як стоянка для автомобілів також було прибрано ринок, його роль в основному перейняв новий приміський торговельний центр на вулиці Маривільська 44.